# Сен-Вьянс
Сен-Вьянс (фр. Saint-Viance, окс. Sent Viance) — коммуна во Франции, находится в регионе Лимузен. Департамент — Коррез. Входит в состав кантона Донзнак. Округ коммуны — Брив-ла-Гайярд.
Код INSEE коммуны — 19246.
Коммуна расположена приблизительно в 410 км к югу от Парижа, в 75 км южнее Лиможа, в 25 км к западу от Тюля.

## История
Во время Великой французской революции коммуна носила названия Авельк-Курт (фр. Avelque-Courte) и Бель-Рив (фр. Belle-Rive).

## Население
Население коммуны на 2008 год составляло 1620 человек.
| 1962 | 1968 | 1975 | 1982 | 1990 | 1999 | 2008 |
| ---- | ---- | ---- | ---- | ---- | ---- | ---- |
| 743  | 785  | 847  | 1061 | 1407 | 1411 | 1620 |

## Администрация
| Период | Период | Фамилия          | Партия | Примечания |
| ------ | ------ | ---------------- | ------ | ---------- |
| 2001   | 2008   | Робер Лурадур    |        |            |
| 2008   |        | Бернадет Виньяль |        |            |

## Экономика
В 2007 году среди 1045 человек в трудоспособном возрасте (15-64 лет) 780 были экономически активными, 265 — неактивными (показатель активности — 74,6 %, в 1999 году было 74,9 %). Из 780 активных работали 741 человек (396 мужчин и 345 женщин), безработных было 39 (17 мужчин и 22 женщины). Среди 265 неактивных 82 человека были учениками или студентами, 98 — пенсионерами, 85 были неактивными по другим причинам.

## Достопримечательности
- Церковь Сен-Вьянс (XII век). Памятник истории с 1972 года[3]

## Фотогалерея

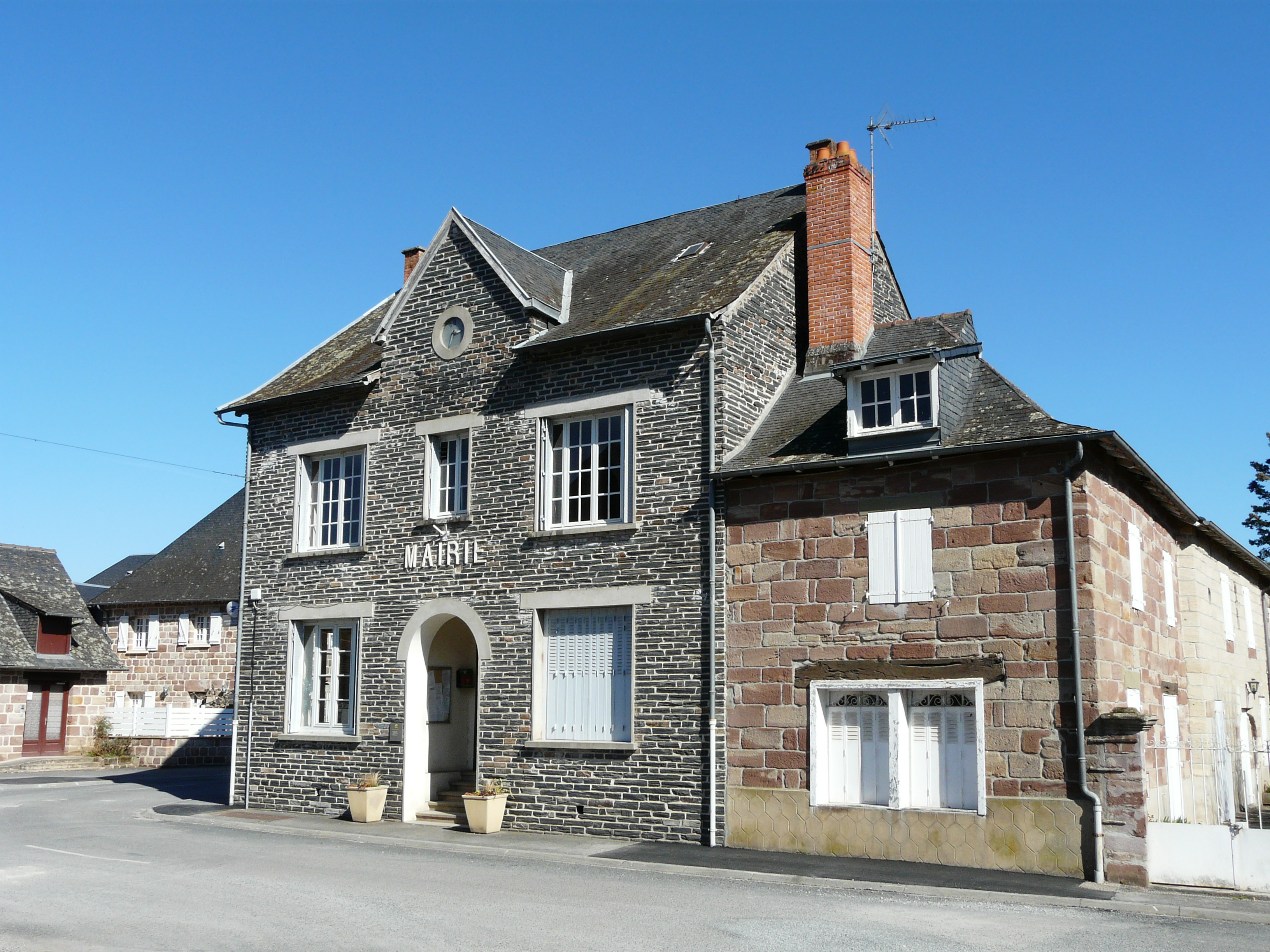
Мэрия
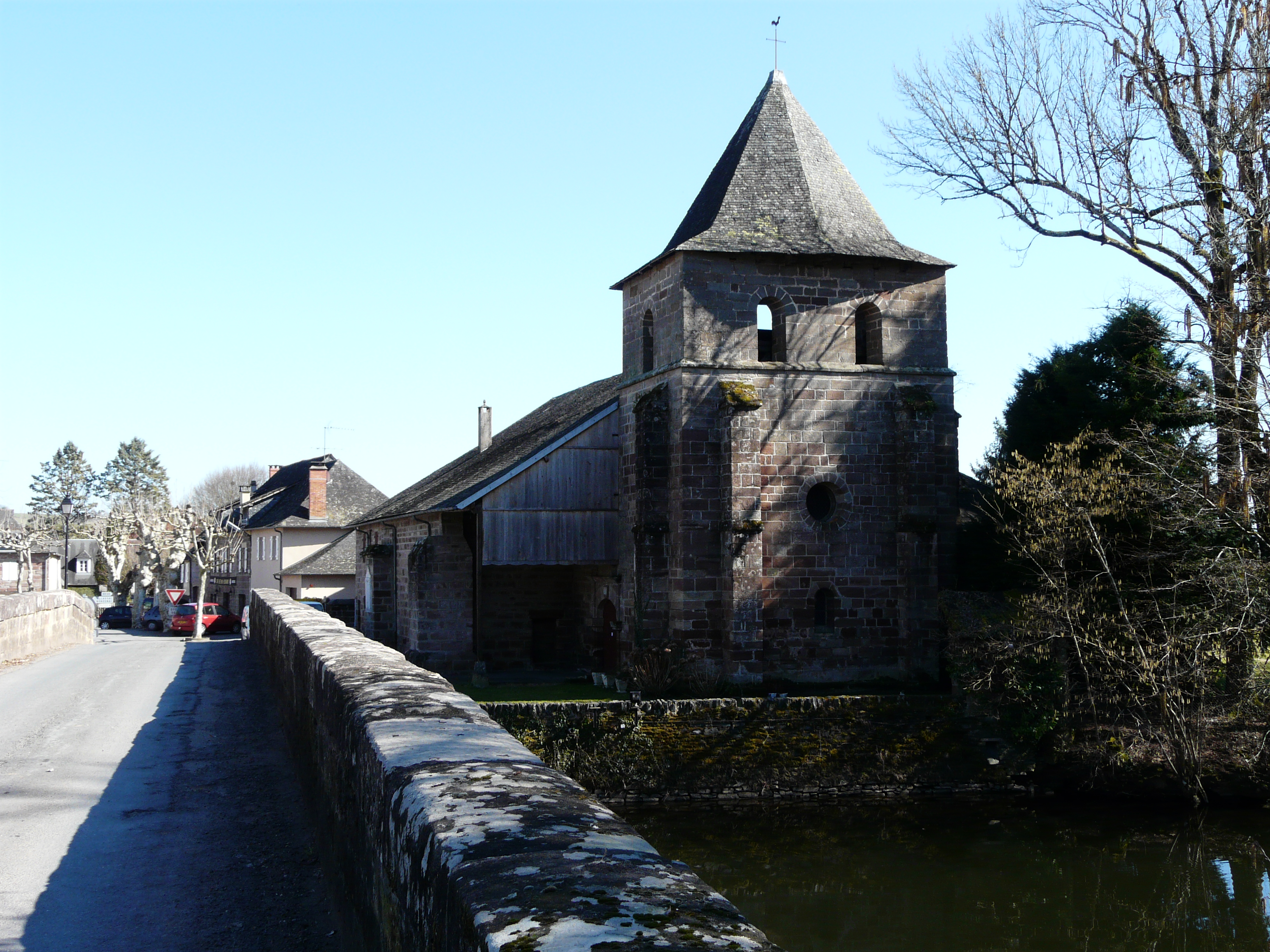
Церковь Сен-Вьянс
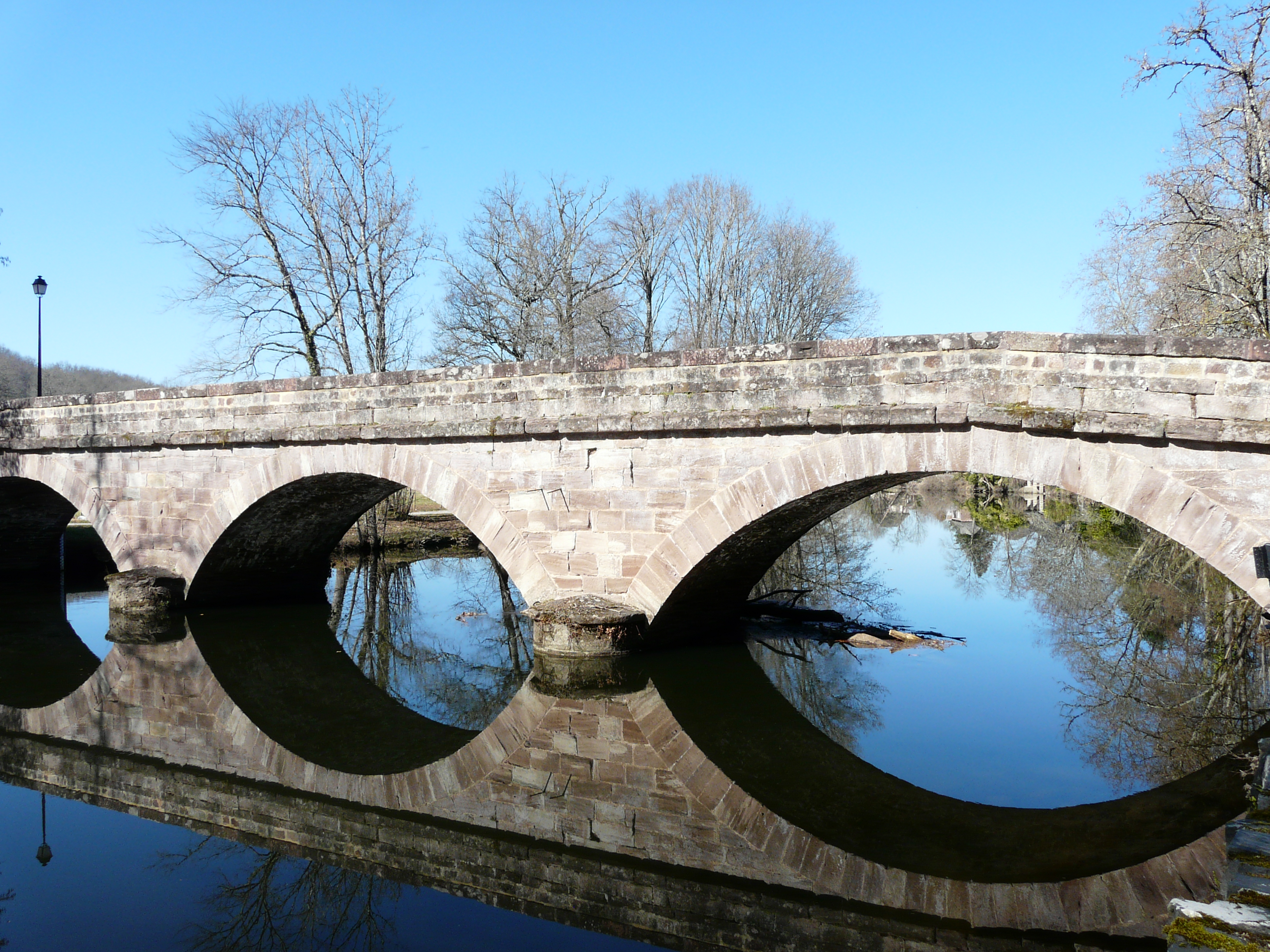
Мост
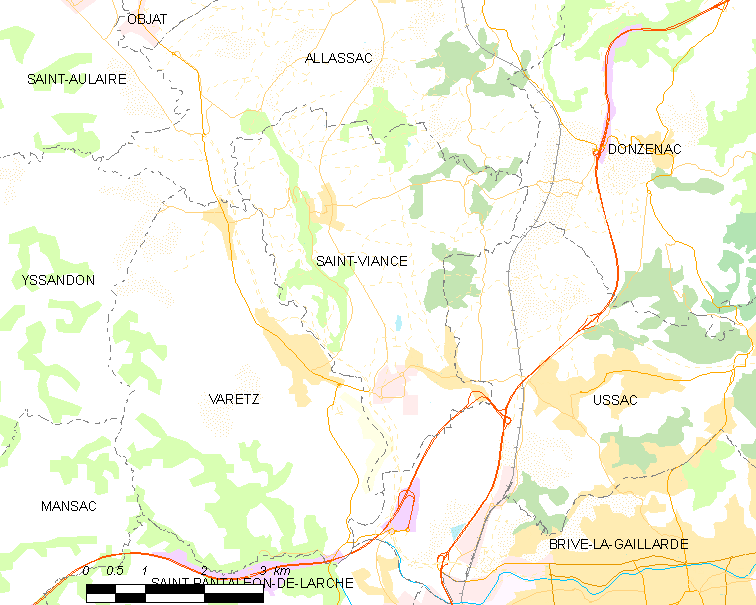
Карта коммуны